# Модний роман

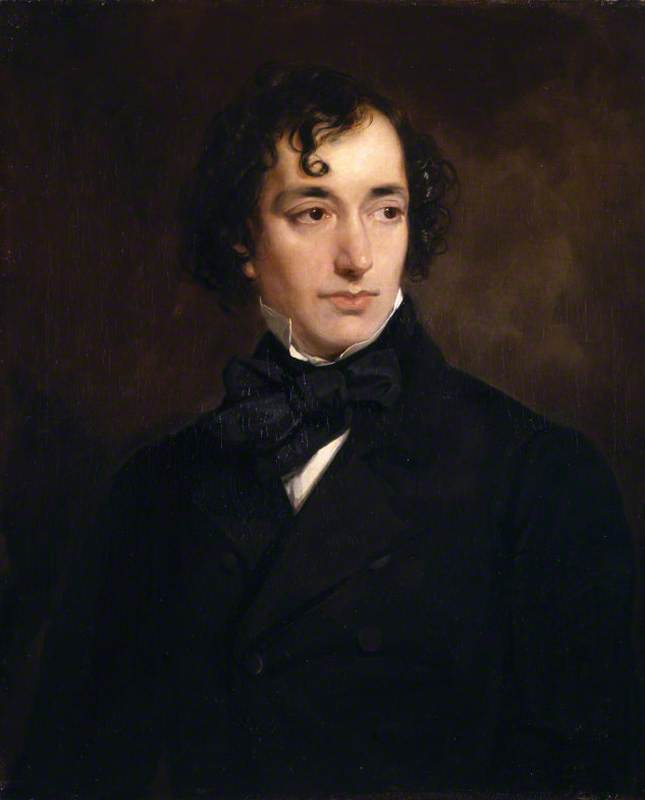
Бенджамін Дізраелі був відомим письменником романів про срібну виделку на початку своєї кар'єри.

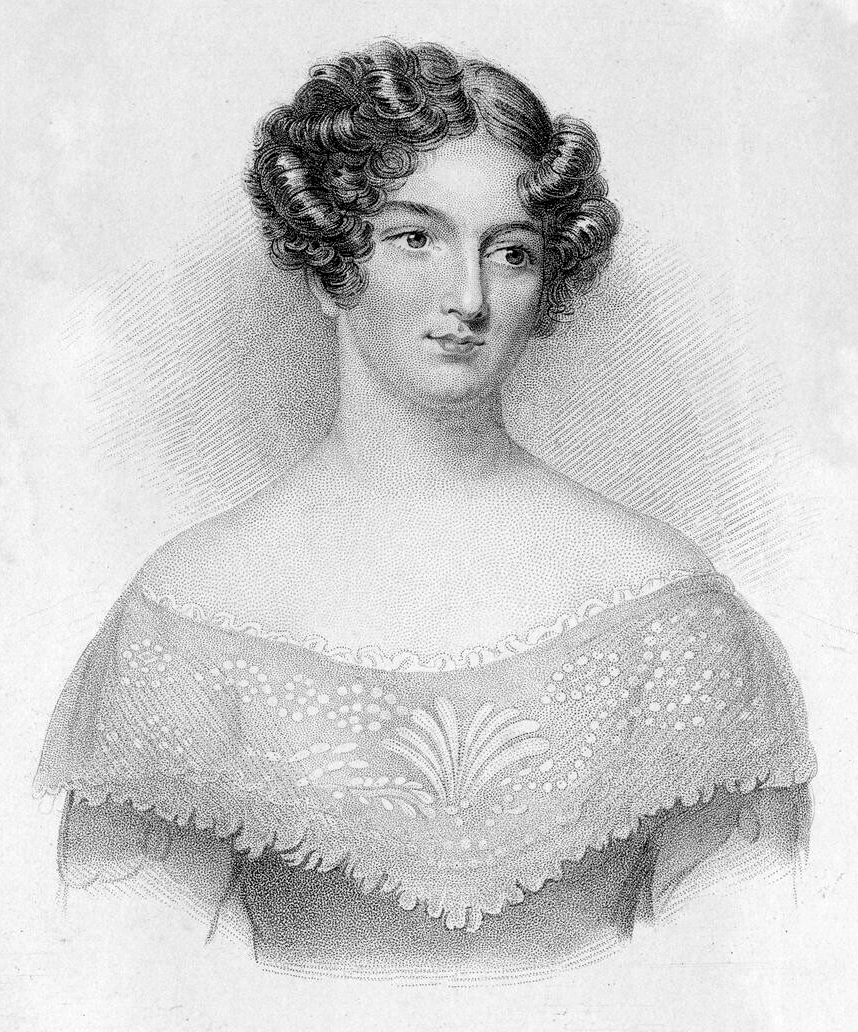
Кетрін Гор була плідним автором бестселерів у жанрі срібної виделки.

Модні романи, також відомі як срібні вилки (silver-fork novels), були жанром англійської літератури XIX століття, який зображував життя верхівки суспільства та аристократії.

## Ера
З середини 1820-х до середини 1840-х років на ринку англійської літератури домінували романи із срібною вилкою. Вони часто були нерозсудливими, і іноді «ключі» циркулювали, щоб ідентифікувати справжніх людей, на яких базувалися головні герої. Їх наголос на відносинах статей і на подружніх стосунках передвіщав подальший розвиток роману.

## Жанр і сатира жанру
Теодор Хук був основним автором модних романів, а Генрі Колберн — основним видавцем. Колберн особливо рекламував модні романи як такі, що надають інсайдерське уявлення про аристократичне життя. Едвард Булвер-Літтон, Бенджамін Дізраелі та Кетрін Гор були іншими дуже популярними письменниками цього жанру. Багато з них рекламувалися як написані аристократами для аристократів.
Оскільки все більше жінок почали писати в цьому жанрі, він став дедалі більш моральним: «середньокласна мораль стала центральною, а романи детально описували занепад аристократії, хоча характерні байронічні герої жанру залишилися.» Найпопулярнішими авторами срібних романів були жінки, зокрема леді Блесінгтон, Кетрін Гор та леді Бері.
У 1827 році Вільям Гезлітт ввів термін «срібна виделка» в статті про «Школу Денді». Він охарактеризував їх як такі, що мають «недостатній тон», тому що, хоча вони нібито розповідали про життя аристократів, їх зазвичай писали представники середнього класу. Томас Карлайл писав про Sartor Resartus, критикуючи їхні найдрібніші деталі в одязі, а Вільям Мейкпіс Теккерей сатирував їх у Vanity Fair і Pendennis.

## У сучасній культурі
У четвертому романі Донни Леон про комісара Гвідо Брунетті, «Смерть і суд», професор англійської мови Паула Брунетті описує срібні вилки як «книги, написані в XVIII столітті, коли всі ці гроші лилися в Англію з колоній, а товсті дружини йоркширських ткачів повинні були вчитися, якою виделкою користуватися.»

## Відомі романи
- Матильда, лорд Норманбі (1825)
- Вівіан Грей Бенджамін Дізраелі (1826)
- Гранбі, Томас Генрі Лістер (1826)
- Флірт леді Шарлотти Бері (1827)
- Едвард Булвер-Літтон «Відречений» (1828)
- Пелем, Едвард Булвер-Літтон (1828)
- Герберт Лейсі, Томас Генрі Лістер (1828)
- Де Ліль Елізабет Керолайн Грей (1828)
- Так і ні, лорд Норманбі (1828)
- Ексклюзив Леді Шарлотти Бері (1830)
- Розлука, Леді Шарлотта Бері (1830)
- Жінки такими, якими вони є, Кетрін Гор (1830)
- Кетрін Гор (1831) Pin Money
- Бенджамін Дізраелі «Молодий герцог» (1831)
- Опера Кетрін Гор (1832)
- Арлінгтон, Томас Генрі Лістер (1832)
- Контраст лорда Норманбі (1832)
- Годольфін, Едвард Булвер-Літтон (1833)
- Любов і гордість, Теодор Гук (1833)
- Гілберт Герні, Теодор Гук (1835)
- Віддана леді Шарлотта Бері (1836)
- Місіс Армітедж Кетрін Гор (1836)
- Храм Генрієтти Бенджаміна Дізраелі (1837)
- Кабінет міністрів Кетрін Гор (1839)
- Сесіл Кетрін Гор (1841)

## Подальше читання
- Richard Cronin (8 березня 2002). Romantic Victorians: English Literature, 1824–1840. Palgrave MacMillan. ISBN 978-0-333-96616-7.
- Detlev Janik: Adel und Bürgertum im englischen Roman des 18. Jahrhunderts, Zugl.: Mainz, Univ., Diss., 1986, ISBN 3-533-03904-8
- Friedrich Schubel: Die 'fashionable novels' : ein Kapitel zur englischen Kultur- und Romangeschichte, Upsala: Lundequist., 1952
- The Silver Fork Novel. Victorian Web.
- Matthew Whiting Rosa: The silver-fork school: novels of fashion preceding Vanity fair, Port Washington, N.Y. : Kennikat Pr., 1964; Zugl.: New York, Columbia Univ., Diss. 1936